# 洪聲
洪聲（1893年—1958年2月20日），字壯猷。遼北省西豐縣人。民國37年（1948年）在遼北省選區當選第一屆立法委員。

## 生平[1][2]
洪聲由西豐小學升入奉天中學，畢業於國立北京大學法科法律系。曾擔任歷充山東禹城縣承審員，山海關警廳勤務督察長，一百十七旅少校書記官，五十七師中校書記官，濟寧司令部警務科科長，十一軍同上校秘書長，同上校軍法處處長，撫順縣第一科科長兼清鄕承審員，奉天警務處視察長。而後成爲民國大學教授、警察廳長、縣知事、軍法處長、遼寧全省公安管理處視察長、東北大學法學院法律學系講師。畢業於中央訓練團第三十一期后，擔任河北灤縣縣長，天津市政府祕書長，熱河省政府委員。最終於民國47年2月20日病故。